# Heidemarie Scheuch-Paschkewitz

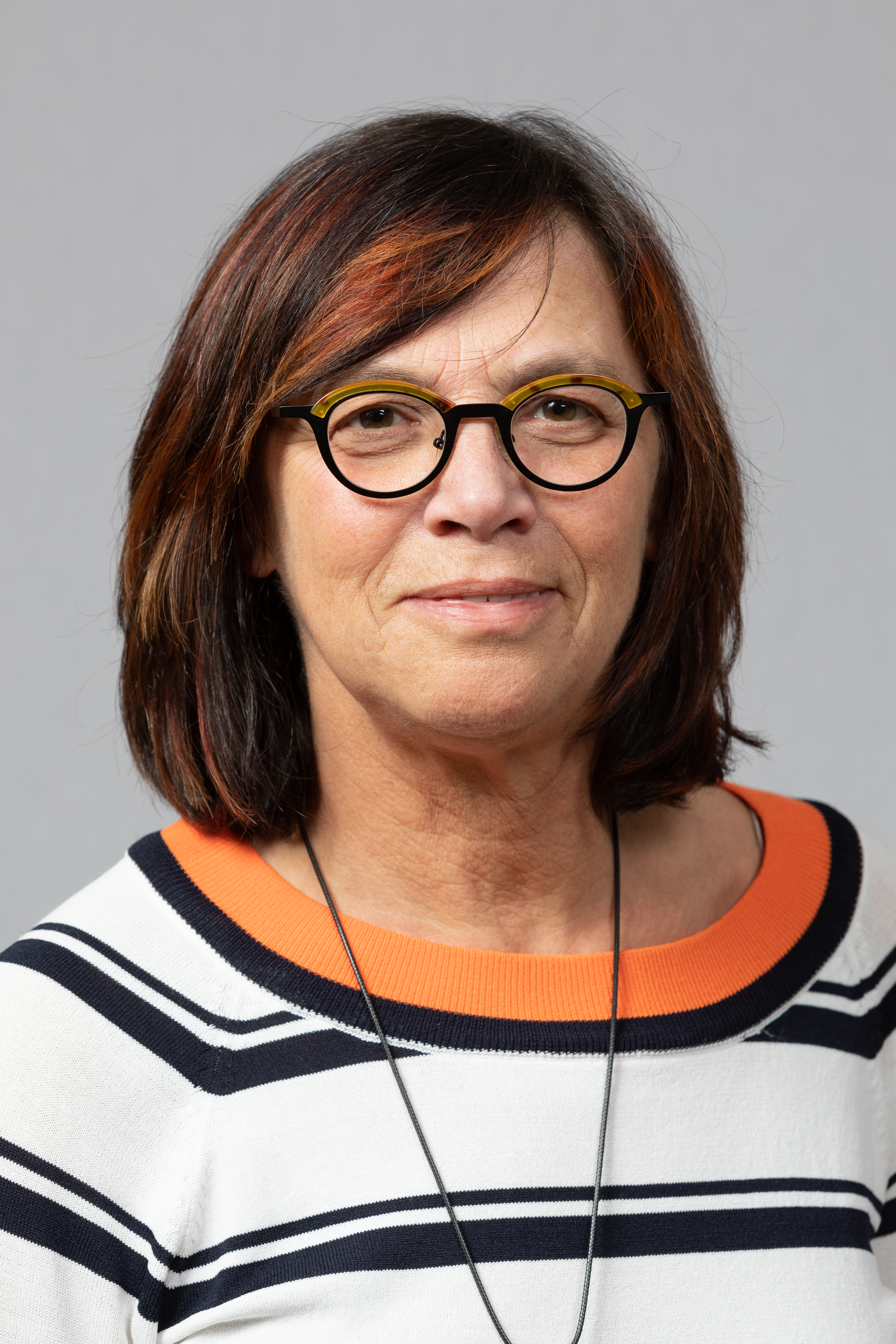
Heidemarie Scheuch-Paschkewitz, 2019

Heidemarie Scheuch-Paschkewitz (* 22. Juni 1959 in Gemünden (Wohra)) ist eine deutsche Politikerin (Bündnis Sahra Wagenknecht, bis 2023 Die Linke). Sie war von 2009 bis 2018 Landesvorsitzende der Linken in Hessen. Von 2019 bis 2024 war sie Mitglied des Hessischen Landtags.

## Ausbildung und Beruf
Nach dem Abitur in Kirchhain 1978 machte sie zunächst eine Berufsausbildung zur Gärtnerin. Später folgte ein Studium in Kassel mit dem Abschluss als Diplom-Sozialpädagogin. Heidemarie Scheuch-Paschkewitz war danach in verschiedenen sozialen Einrichtungen und in der Erwachsenenbildung tätig. 2004 schloss sie eine Weiterbildung zur Heilpädagogin ab. Seit 2007 absolviert sie ein Studium zum Master of Arts für „Sozialpädagogik in Fort-, Aus- und Weiterbildung“ an der Universität Kassel.
Heidemarie Scheuch-Paschkewitz  ist verheiratet, hat drei Kinder und lebt in Schwalmstadt. Ein Sohn und eine Tochter wurden 2008 bei einem Überfall von Neonazis auf ein Zeltlager linker Jugendlicher verletzt.

## Politik
Nach langjährigen Aktivitäten in der Anti-Atomkraft- und Friedensbewegung trat Heidemarie Scheuch-Paschkewitz zum 1. Januar 2009 der Partei Die Linke bei. Bei der Bundestagswahl 2009 war sie Direktkandidatin im Wahlkreis 171 Schwalm-Eder, wo sie 8,1 % der Erststimmen gewann. Auf der Landesliste ihrer Partei kandidierte sie 2009 erstmals auf Platz 5 der Linken in Hessen für ein Bundestagsmandat. Für die Bundestagswahl 2013 kandidierte sie erneut für den Bundestag auf Listenplatz 5. Beim Landesparteitag der hessischen Linken am 21. November 2009 in Melsungen wurde sie zu einer von zwei Vorsitzenden gewählt, die sie bis 2018 war. Zunächst von 2009 bis 2014 gemeinsam mit Ulrich Wilken, dann von 2014 bis 2018 gemeinsam mit Jan Schalauske. Bei der Landtagswahl 2018  trat sie als Direktkandidatin im Wahlkreis 8: Schwalm-Eder II an; sie wurde über die Landesliste gewählt. Bei der Landtagswahl 2023 erhielt sie kein Mandat mehr und schied somit im Januar 2024 aus dem Landtag aus.
Ende 2023 trat sie aus der Partei Die Linke aus. Bei der Bundestagswahl 2025 kandidierte sie auf Listenplatz 3 der Landesliste der Partei Bündnis Sahra Wagenknecht. Das BSW scheiterte in der Wahl knapp an der Fünf-Prozent-Hürde.